# Польша на зимних Олимпийских играх 1976
Польша принимала участие в Зимних Олимпийских играх 1976 года в Инсбруке (Австрия) в двенадцатый раз за свою историю, но не завоевала ни одной медали. Сборную страны представляли 56 спортсменов, в том числе 13 женщин, соревнующиеся в девяти видах спорта.

## Горнолыжный спорт
Мужчины
| Спортсмен         | Дисциплина        | Результат 1 | Результат 1 | Результат 2 | Результат 2 | Итог    | Итог  |
| Спортсмен         | Дисциплина        | Время       | Место       | Время       | Место       | Время   | Место |
| ----------------- | ----------------- | ----------- | ----------- | ----------- | ----------- | ------- | ----- |
| Роман Дерезинский | Скоростной спуск  |             |             |             |             | 1:56.33 | 52    |
| Роман Дерезинский | Гигантский слалом | 1:55.44     | 49          | 1:58.27     | 39          | 3:53.71 | 38    |
| Роман Дерезинский | Слалом            | 1:04.93     | 23          | 1:09.80     | 22          | 2:14.73 | 21    |
| Ян Бахледа-Цурус  | Слалом            | 1:03.76     | 20          | 1:05.05     | 6           | 2:08.81 | 11    |

## Биатлон
Мужчины
| Дисциплина | Спортсмен     | Время      | Штрафы | Итоговое время 1 | Место |
| ---------- | ------------- | ---------- | ------ | ---------------- | ----- |
| 20 км      | Анджей Рапач  | 1’18:30.82 | 10     | 1’28:30.82       | 46    |
| 20 км      | Войцех Трухан | 1’18:02.62 | 8      | 1’24:09.93       | 28    |
| 20 км      | Ян Шпунар     | 1’17:27.20 | 4      | 1’21:27.20       | 19    |

1 За близкий промах (попадание во внешнее кольцо) добавлялась одна минута, за полный промах — две минуты.
Мужская эстафета 4x7,5 км
| Спортсмены                                       | Результат | Результат  | Результат |
| Спортсмены                                       | Промахи 2 | Время      | Место     |
| ------------------------------------------------ | --------- | ---------- | --------- |
| Ян Шпунар Анджей Рапач Людвик Зеба Войцех Трухан | 9         | 2’11:46.54 | 12        |

2 За каждый промах назначался штрафной круг в 200 метров.

## Лыжные гонки
Мужчины
| Дисциплина | Спортсмен            | Результат  | Результат |
| Дисциплина | Спортсмен            | Время      | Место     |
| ---------- | -------------------- | ---------- | --------- |
| 15 км      | Ян Драгон            | DNF        | -         |
| 15 км      | Владислав Подгурский | 48:18.62   | 44        |
| 15 км      | Ян Штасель           | 48:04.31   | 40        |
| 15 км      | Веслав Гебала        | 46:59.00   | 22        |
| 30 км      | Владислав Подгурский | DNF        | -         |
| 30 км      | Ежи Корычак          | 1’39:02.46 | 47        |
| 30 км      | Ян Штасель           | 1’35:46.82 | 24        |
| 30 км      | Веслав Гебала        | 1’35:09.65 | 20        |
| 50 км      | Веслав Гебала        | DNF        | -         |
| 50 км      | Ежи Корычак          | DNF        | -         |
| 50 км      | Ян Штасель           | DNF        | -         |

Мужская эстафета 4×10 км
| Спортсмены                                              | Результат  | Результат |
| Спортсмены                                              | Время      | Место     |
| ------------------------------------------------------- | ---------- | --------- |
| Веслав Гебала Ян Штасель Ян Драгон Владислав Подгурский | 2’16:06.63 | 13        |

Женщины
| Дисциплина | Спортсменка         | Результат | Результат |
| Дисциплина | Спортсменка         | Время     | Место     |
| ---------- | ------------------- | --------- | --------- |
| 5 км       | Мария Требуния      | 18:21.64  | 36        |
| 5 км       | Анна Гебала-Дурай   | 17:58.91  | 31        |
| 5 км       | Анна Павлущак       | 17:29.61  | 25        |
| 5 км       | Владислава Майерчик | 17:29.01  | 24        |
| 10 км      | Мария Требуния      | 34:14.44  | 33        |
| 10 км      | Анна Гебала-Дурай   | 33:13.21  | 27        |
| 10 км      | Анна Павлущак       | 33:01.47  | 26        |
| 10 км      | Владислава Майерчик | 32:30.68  | 20        |

Женская эстафета 4×5 км
| Спортсмены                                                         | Результат  | Результат |
| Спортсмены                                                         | Время      | Место     |
| ------------------------------------------------------------------ | ---------- | --------- |
| Анна Павлущак Анна Гебала-Дурай Мария Требуния Владислава Майерчик | 1’14:13.40 | 8         |

## Фигурное катание
Женщины
| Спортсменка   | Обязательная программа | Короткая программа | Произвольная программа | Сумма очков | Сумма мест | Место |
| ------------- | ---------------------- | ------------------ | ---------------------- | ----------- | ---------- | ----- |
| Гражина Дудек | 20                     | 20                 | 17                     | 159.48      | 159        | 18    |

Танцы на льду
| Спортсмены                | Обязательная програма | Произвольная программа | Очки   | Сумма мест | Место |
| ------------------------- | --------------------- | ---------------------- | ------ | ---------- | ----- |
| Тереза Вейна Пётр Боянчик | 9                     | 11                     | 182.20 | 90         | 9     |

## Хоккей
В отборочном туре Польша победила Румынию со счётом 7:4 и попала в группу А, где разыгрывались 1-6 места. После пяти поражений сборная Польши заняла шестое место.
- Западная Германия 7:4 Польша
- СССР 16:1 Польша
- Польша 1:0* Чехословакия
- США 7:2 Польша
- Финляндия 7:1 Польша

* Матч с Чехословакией закончился поражением 1:7, но из-за положительного теста на допинг у одного из чехословацких игроков была засчитана техническая победа Польши со счётом 1:0, причём очков за это Польша не получила.

## Санный спорт
Мужчины
| Спортсмен            | Заезд 1 | Заезд 1 | Заезд 2 | Заезд 2 | Заезд 3 | Заезд 3 | Заезд 4 | Заезд 4 | Итог     | Итог  |
| Спортсмен            | Время   | Место   | Время   | Место   | Время   | Место   | Время   | Место   | Время    | Место |
| -------------------- | ------- | ------- | ------- | ------- | ------- | ------- | ------- | ------- | -------- | ----- |
| Мирослав Венцковский | 54.739  | 23      | 53.782  | 14      | 53.133  | 12      | 53.586  | 14      | 3:35.220 | 16    |
| Анджей Пекошевский   | 54.474  | 21      | 54.166  | 21      | 53.502  | 18      | 54.117  | 21      | 3:36.259 | 19    |
| Ян Касельский        | 53.969  | 13      | 53.551  | 13      | 53.115  | 13      | 53.554  | 13      | 3:34.189 | 12    |

Мужчины (двойки)
| Спортсмены                        | Заезд 1 | Заезд 1 | Заезд 2 | Заезд 2 | Итог     | Итог  |
| Спортсмены                        | Время   | Место   | Время   | Место   | Время    | Место |
| --------------------------------- | ------- | ------- | ------- | ------- | -------- | ----- |
| Анджей Жила Ян Касельский         | 43.748  | 10      | 43.989  | 11      | 1:27.737 | 10    |
| Мирослав Венцковский Анджей Козик | 44.025  | 13      | 43.977  | 10      | 1:28.002 | 12    |

Женщины
| Спортсмен       | Заезд 1 | Заезд 1 | Заезд 2 | Заезд 2 | Заезд 3 | Заезд 3 | Заезд 4 | Заезд 4 | Итог     | Итог  |
| Спортсмен       | Время   | Место   | Время   | Место   | Время   | Место   | Время   | Место   | Время    | Место |
| --------------- | ------- | ------- | ------- | ------- | ------- | ------- | ------- | ------- | -------- | ----- |
| Барбара Пьеха   | 44.060  | 13      | 43.722  | 13      | 43.378  | 13      | 43.800  | 14      | 2:54.960 | 13    |
| Халина Канаш    | 43.967  | 11      | 45.138  | 18      | 43.499  | 14      | 43.731  | 13      | 2:56.335 | 14    |
| Тереза Бугайчик | 43.621  | 10      | 43.701  | 12      | 43.157  | 11      | 43.450  | 12      | 2:53.929 | 12    |

## Лыжное двоеборье
Лыжное двоеборье включало в себя прыжки с нормального трамплина (три попытки, две лучшие в зачёт) и лыжную гонку на 15 км.
| Спортсмен         | Прыжки с трамплина | Прыжки с трамплина | Прыжки с трамплина | Прыжки с трамплина | Лыжная гонка | Лыжная гонка | Лыжная гонка | Итог   | Итог  |
| Спортсмен         | Расстояние 1       | Расстояние 2       | Очки               | Место              | Время        | Очки         | Место        | Очки   | Место |
| ----------------- | ------------------ | ------------------ | ------------------ | ------------------ | ------------ | ------------ | ------------ | ------ | ----- |
| Станислав Кавулок | 64.0               | 69.0               | 172.8              | 29                 | DNF          | -            | -            | DNF    | -     |
| Ян Легиерски      | 66.0               | 68.0               | 175.7              | 28                 | 49:39.05     | 205.38       | 5            | 291.08 | 18    |
| Марек Пах         | 71.5               | 74.0               | 191.3              | 19                 | 52:04.95     | 183.49       | 22           | 374.79 | 20    |
| Стефан Хула       | 75.0               | 77.0               | 205.9              | 6                  | 52:48.37     | 176.98       | 26           | 382.88 | 16    |

## Прыжки с трамплина
| Спортсмен       | Дисциплина          | Прыжок 1   | Прыжок 1 | Прыжок 2   | Прыжок 2 | Итог  | Итог  |
| Спортсмен       | Дисциплина          | Расстояние | Очки     | Расстояние | Очки     | Очки  | Место |
| --------------- | ------------------- | ---------- | -------- | ---------- | -------- | ----- | ----- |
| Януш Валусь     | Нормальный трамплин | 69.0       | 92.7     | 69.5       | 92.5     | 185.2 | 52    |
| Адам Кшиштофяк  | Нормальный трамплин | 72.0       | 100.0    | 75.0       | 105.8    | 205.8 | 38    |
| Станислав Бобак | Нормальный трамплин | 74.0       | 104.2    | 75.0       | 106.8    | 211.0 | 28    |
| Тадеуш Павлусяк | Нормальный трамплин | 74.5       | 105.5    | 74.0       | 104.7    | 210.2 | 31    |
| Тадеуш Павлусяк | Large hill          | 75.0       | 74.0     | 67.0       | 56.8     | 130.8 | 52    |
| Станислав Бобак | Large hill          | 81.0       | 81.4     | 71.5       | 86.6     | 168.0 | 37    |
| Януш Валусь     | Large hill          | 79.0       | 84.1     | 78.5       | 83.4     | 167.5 | 39    |
| Марек Пах       | Large hill          | 85.0       | 88.5     | 78.0       | 76.2     | 164.7 | 40    |

## Конькобежный спорт
Женщины
| Дисциплина | Спортсмен           | Результат | Результат |
| Дисциплина | Спортсмен           | Время     | Место     |
| ---------- | ------------------- | --------- | --------- |
| 500 м      | Эва Малевицкая      | 46.67     | 26        |
| 500 м      | Эрвина Рысь-Ференс  | 45.37     | 18        |
| 500 м      | Станислава Петрущак | 44.68     | 14        |
| 1000 м     | Янина Коровицкая    | 1:35.81   | 26        |
| 1000 м     | Эва Малевицкая      | 1:33.89   | 19        |
| 1000 м     | Эрвина Рысь-Ференс  | 1:31.59   | 10        |
| 1500 м     | Янина Коровицкая    | 2:24.30   | 19        |
| 1500 м     | Эва Малевицкая      | 2:24.26   | 18        |
| 1500 м     | Эрвина Рысь-Ференс  | 2:19.69   | 8         |
| 3000 м     | Эва Малевицкая      | 5:08.79   | 25        |
| 3000 м     | Янина Коровицкая    | 4:57.48   | 16        |
| 3000 м     | Эрвина Рысь-Ференс  | 4:50.95   | 10        |